# Pedja jõgi
La Pedja (en estonien : Pedja jõgi) est une rivière qui s'écoule dans les comtés de Viru occidental, de Jõgeva et de Tartu en Estonie.

## Description
La Pedja est le quatrième plus long cours d'eau d'Estonie et elle est un affluent de la rivière Emajõgi.
Elle prend sa source à Simuna sur le versant sud des Collines de Pandivere
La rivière coule sur 122 kilomètres à travers les comtés de Lääne-Viru, Jõgeva et Tartu avant de rejoindre la rivière Emajõgi au nord-est du lac Võrtsjärv.
Le bassin versant de la Pedja a une superficie de 2 688 km2.
Son plus grand affluent est la Põltsamaa jõgi.

## Galerie

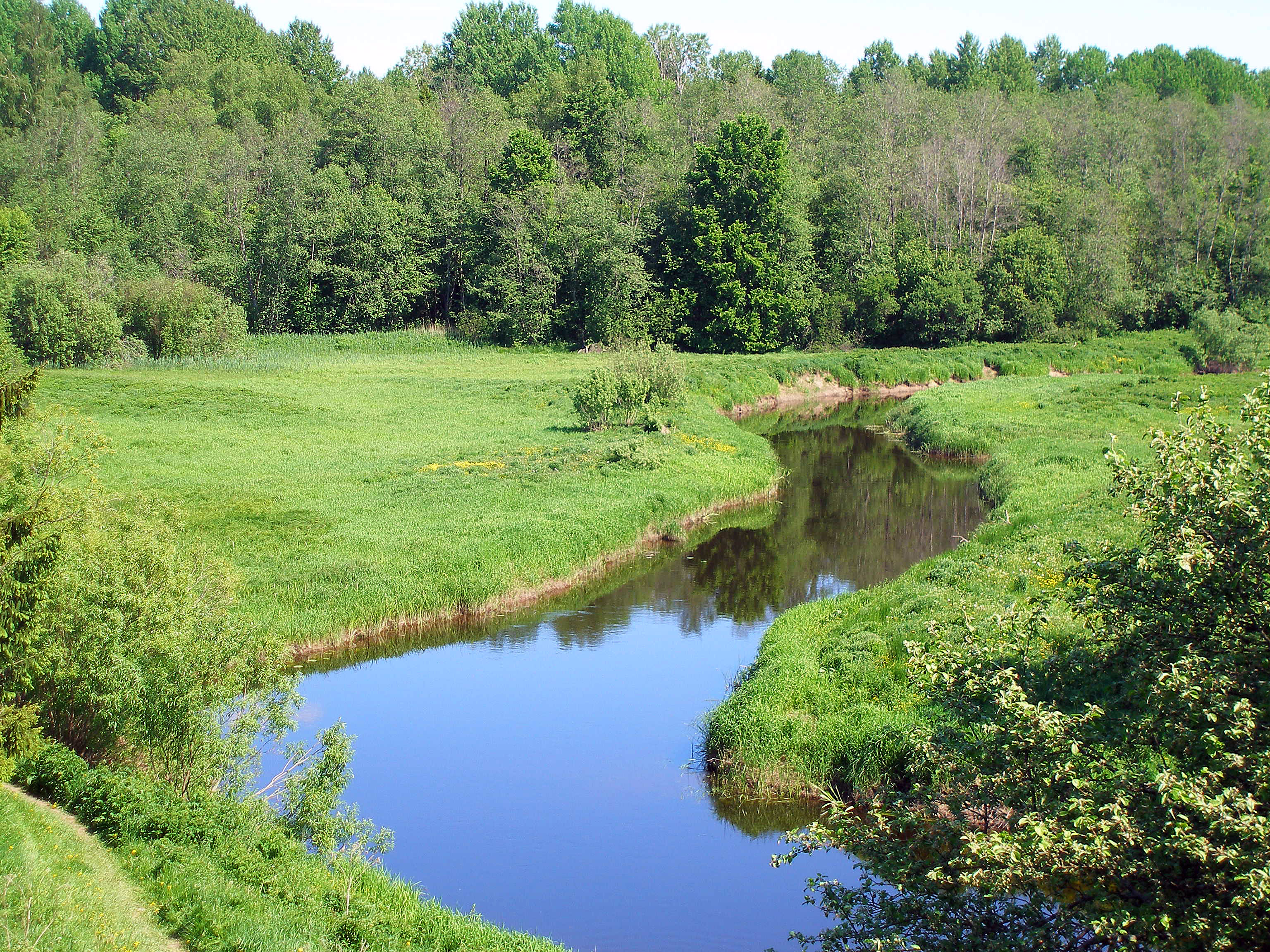
Pedja jõgi à Altmetsa.
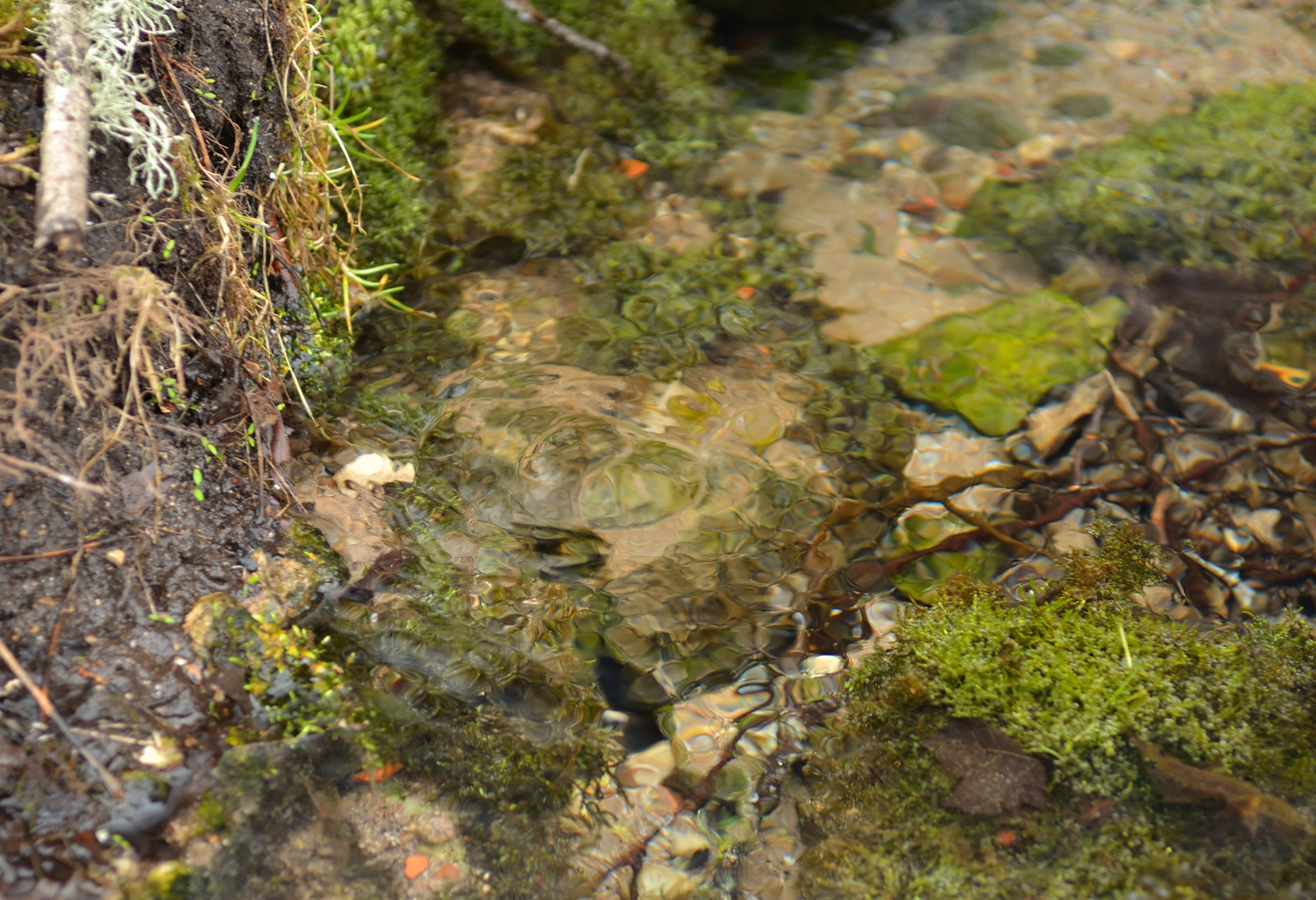
Sources de Simuna
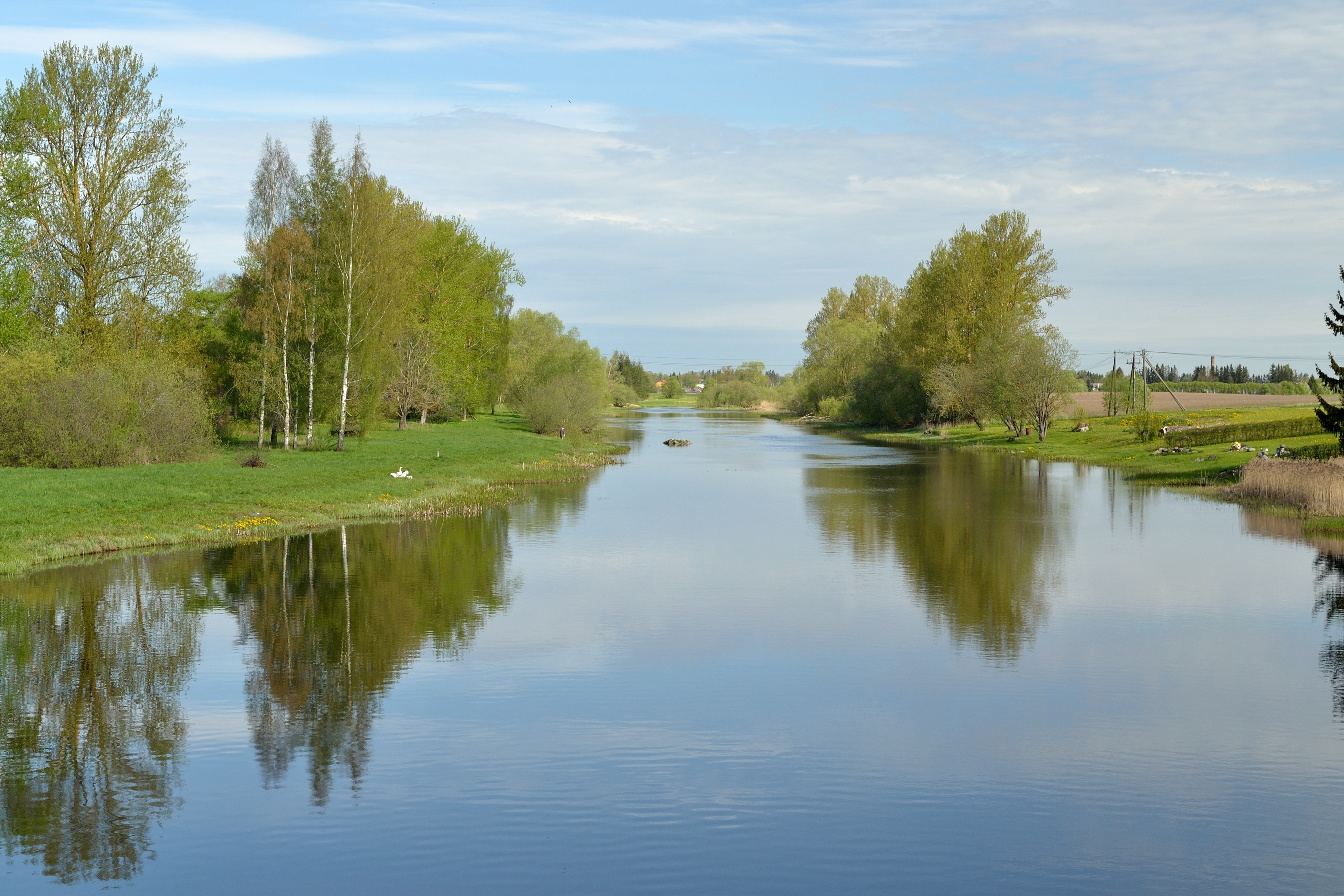
Pedja jõgi à Jõgeval

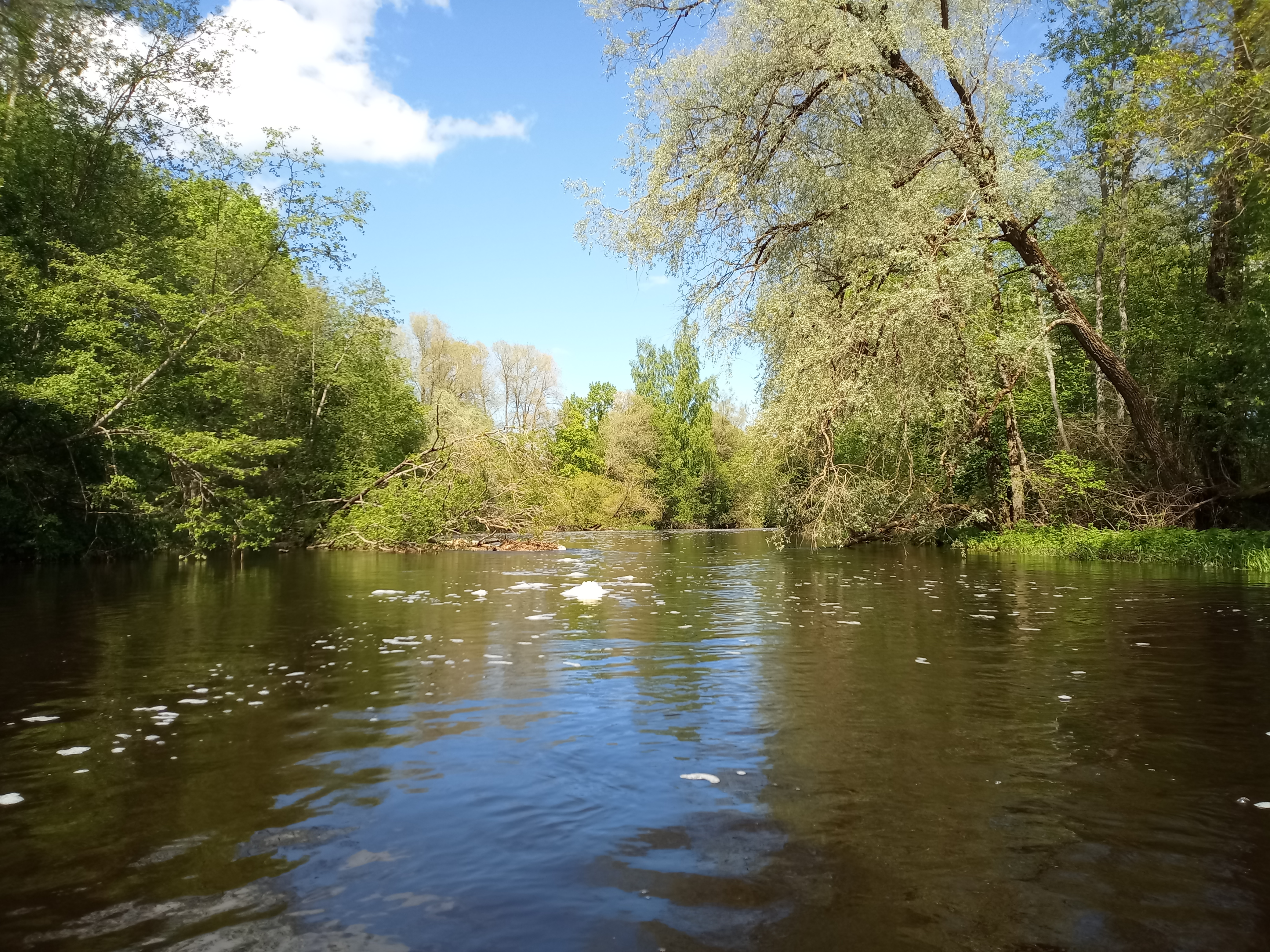
La Pedja en aval du barrage de Painküla
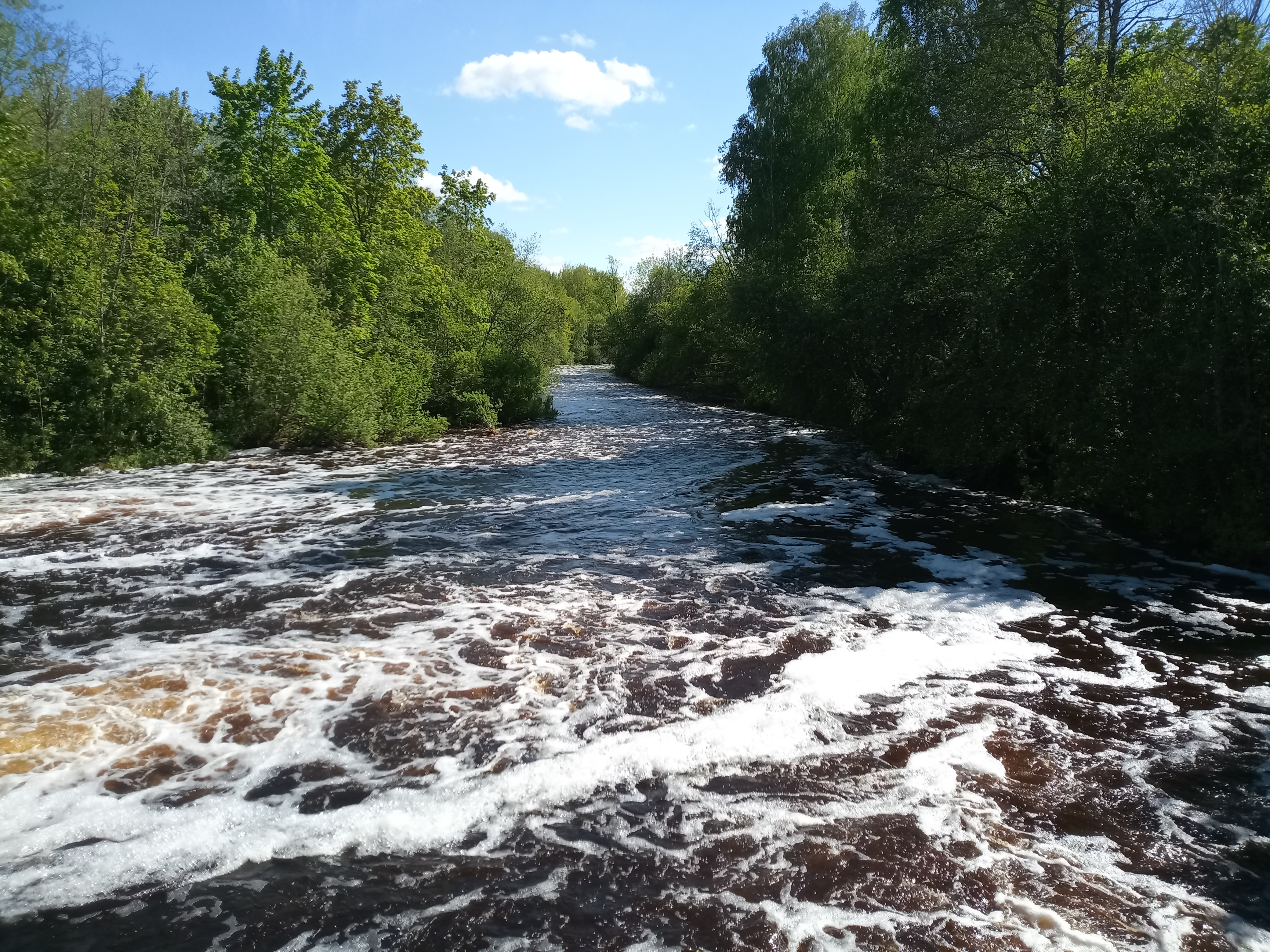
La Pedja en aval du barrage de Härjanurme .
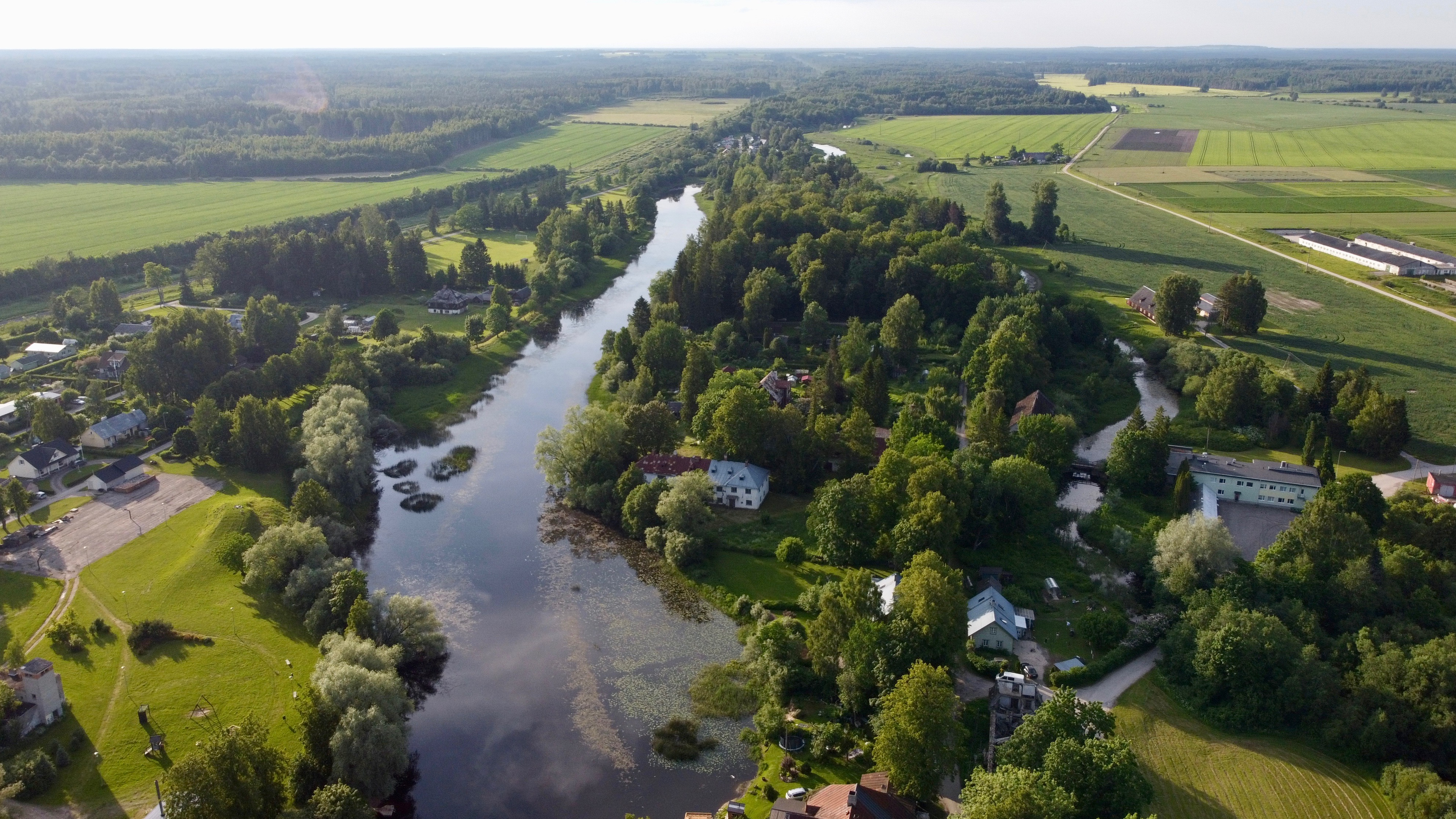
La rivière Pedja et le lac Jõgeva veskijärv.